# Vương Vũ (nhà Minh)
Vương Vũ (chữ Hán: 王宇, ? – 1463), tự Trọng Hoành, người Tường Phù, Hà Nam , quan viên nhà Minh.

## Tiểu sử
Từ khi còn bé, Vũ hằng ngày chép hơn vạn câu, khiến Tuần phủ thị lang Vu Khiêm lấy làm kỳ; đến năm Chánh Thống thứ 4 (1439), ông trúng tiến sĩ, được thụ chức Nam Kinh Hộ bộ chủ sự. Mãn nhiệm kỳ, Vũ lẽ ra được chuyển làm Lang trung, bộ Lại cho rằng Vũ có tài, đặc cách dùng làm Phủ Châu tri phủ. Vũ cai trị chú trọng giản tĩnh, nhưng thẳng tay diệt cường trừ gian, khiến chẳng kẻ nào dám phạm pháp, cả phủ yên ổn.
Năm Thiên Thuận đầu tiên (1457), cơ quan chủ quản báo lên thành tích của Vũ, nên triều đình giáng chiếu ban cho ông Cáo mệnh. Ít lâu sau, Vũ được cất làm Sơn Đông Hữu Bố chánh sứ, nhận mệnh vỗ về dân đói ở đấy. Năm sau, Vũ được thăng làm Hữu Phó Đô ngự sử, Tuần phủ Tuyên Phủ. Bọn trung quan Nghiêm Thuận, đô đốc Trương Lâm lệnh cho người nhà thu tóm lương thảo; Vũ hặc tấu, Đô ngự sử Khấu Thâm tìm cách hóa giải, nên Minh Anh Tông chỉ trích Thâm. Ít lâu sau Vũ nhận mệnh kiêm Tuần phủ Đại Đồng. Chú cháu Thạch Hanh – Thạch Bưu vốn càn rỡ trong triều, Đại Đồng là đất trấn thủ cũ của Hanh, vì thế bọn họ thu thuế trái phép, cưỡng chiếm tài sản rất đỗi ngang ngược. Vũ khẳng khái dâng sớ luận tội gian trá của chú cháu họ Thạch, xin xử lý theo pháp luật. Sớ không được nghe theo, nhưng người nghe biết việc ấy đều kính sợ Vũ. Còn có Đốc hướng lang trung Dương Ích không hoàn thành nhiệm vụ chuẩn bị rơm, củi, bị Vũ hặc tội. Bộ Hộ bao che cho Ích, Vũ bèn hặc cả bọn thượng thư Thẩm Cố, khiến họ đều nhận tội.
Vũ có tang, được khởi phục làm Đại Lý khanh; ông từ chối nhưng Minh Anh Tông không đồng ý. Vũ ở Đại Lý tự, bình phản rất nhiều vụ án. Năm thứ 7 (1463), Vũ mất.
Sử cũ nhận xét: Vũ tính cương trực, làm việc ở đâu cũng rất có tiếng tốt.